# 바나나 (비디오 게임)
바나나(Banada, 일본어: バナナ)는 1986년에 출시한 비디오 게임이다. 1986년 일본의 패밀리 컴퓨터용으로 독점 출시된 빅터 뮤지컬 인더스트리스가 제작한 고정 화면 퍼즐 비디오 게임이다.

## 게임플레이
플레이어는 두더지를 가지고 굴을 파서 다양한 과일과 채소를 수집한다.

## 맵 사이즈
DESIGN을 선택하고 Enter(Start) 키를 누르면 나온다.
- DESIGN 14 x 11
- 20 x 11
- ------ 32 x 11
- 32 x 11 (LOOP)
- ------ 32 x 20
- 32 x 20 (LOOP)